# Benjamin Barker (pilote automobile)
Benjamin « Ben » Barker, né le 23 avril 1991 à Cambridge en Angleterre, est un pilote automobile britannique. Il a remporté en 2014, 2018 et 2019 la classe B des 12 Heures de Bathurst.

## Carrière
En 2013, Ben Barker, afin de pouvoir concourir dans des épreuves du championnat du monde d'endurance ou des European Le Mans Series, demanda à être catégorisé. Vu son expérience en Porsche Mobil 1 Supercup, Porsche Carrera Cup Great Britain, Australian Radical Cup et Australian Porsche Carrera Cup, il obtint alors statut de pilote Silver.
En 2014, il s'engagea avec l'écurie britannique Gulf Racing UK aux mains d'une Porsche 997 GT3 RSR afin de participer au championnat European Le Mans Series. Sans pouvoir monter sur le podium, il est parvenu à voir le drapeau à damier de toutes les courses auxquelles il a participé et finit le championnat pilote LMGTE à une 12e place. Il dut malheureusement manquer les 4 Heures du Red Bull Ring pour cause de clash de date avec les Porsche Mobil 1 Supercup. En fonction de ses disponibilités, il participa également à quelques manches du championnat américain Tudor United SportsCar Championship avec l'écurie californienne GB Autosport aux mains d'une Porsche 911 GT America.
En 2015, sa classification évolua et il obtint le statut de pilote Gold. Son activité sportive se limita à des participations aux championnats Porsche Mobil 1 Supercup, Porsche Carrera Cup Allemagne et une participation aux 12 Heures de Bathurst.

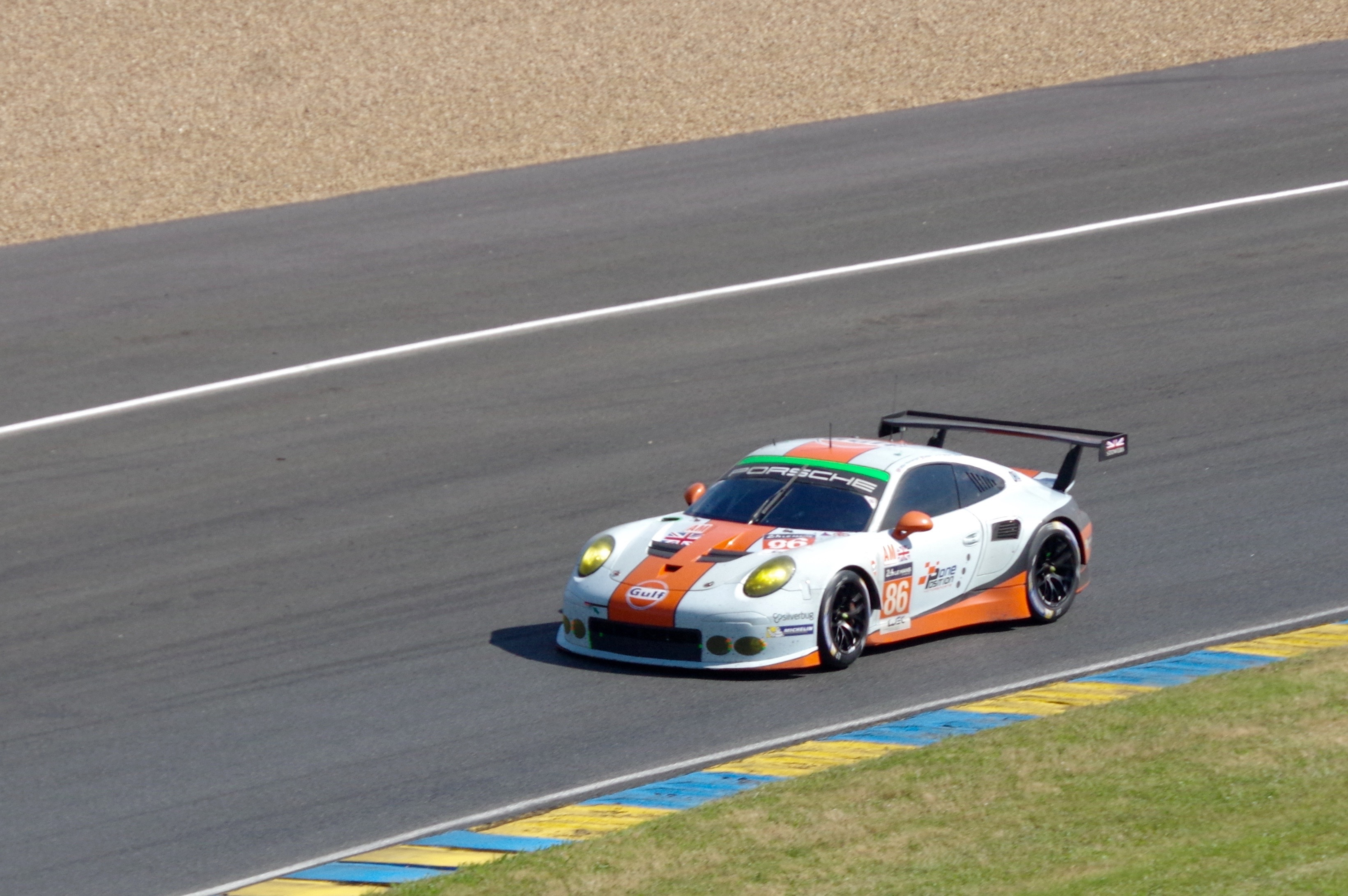
Benjamin Barker aux 24 Heures du Mans 2016

En 2016, Ben Barker, avec l'écurie britannique Gulf Racing UK, s'engagea dans le championnat du monde d'endurance dans la catégorie la catégorie GTE-Am. Après un abandon aux 6 Heures de Silverstone, l'écurie remonta la pente et la voiture a réussi à voir le drapeau à damier a toutes les autres manches du championnat avec comme meilleures performances une 4e place aux 6 Heures de Mexico, aux 6 Heures du circuit des Amériques, aux 6 Heures de Fuji et aux 6 Heures de Bahreïn. Pour cette première saison, Ben finira le championnat pilote LMGTE Am en 7e position. Il agrémenta sa fin de saison par une participation à la dernière manche des European Le Mans Series avec l'écurie allemande Proton Competition, 4 Heures d'Estoril. Le week end commença de la meilleure manière pour Ben qui signa une pole position. Malheureusement, il finira la course en 5e position.
En 2017, toujours avec l'écurie britannique Gulf Racing UK, Ben Barker poursuivit son engagement dans le championnat du monde d'endurance dans la catégorie la catégorie GTE-Am. Les performances s'améliorèrent et Ben monta sur la seconde marche du podium aux 6 Heures de Shanghai et la troisième marche du podium aux 6 Heures de Mexico. Pour cette première saison, Ben finira le championnat pilote LMGTE Am en 6e position.
En 2018, avec l'évolution du championnat du monde d'endurance, Ben Barker saisit l'occasion de compléter son programme en participant à quelques manches du championnat European Le Mans Series,. En championnat du monde d'endurance, tout en étant très fiable, la voiture n'a pas réussi à monter sur le moindre podium de la saison. Ben finira le championnat pilote LMGTE Am en 7e position.

## Palmarès

### 24 Heures du Mans
| Année | Écurie         | Coéquipiers                        | Voiture         | Classe   | Tours | Pos. | Class Pos. |
| ----- | -------------- | ---------------------------------- | --------------- | -------- | ----- | ---- | ---------- |
| 2016  | Gulf Racing    | Michael Wainwright Adam Carroll    | Porsche 911 RSR | LMGTE Am | 328   | 33e  | 5e         |
| 2017  | Gulf Racing UK | Michael Wainwright Nick Foster     | Porsche 911 RSR | LMGTE Am | 328   | 38e  | 10e        |
| 2018  | Gulf Racing    | Michael Wainwright Alex Davison    | Porsche 911 RSR | LMGTE Am | 283   | 40e  | 10e        |
| 2019  | Gulf Racing    | Michael Wainwright Thomas Preining | Porsche 911 RSR | LMGTE Am | 331   | 38e  | 8e         |

### Championnat du monde d'endurance
| Année   | Ecurie         | Châssis  | Moteur          | Classe                    | 1        | 2        | 3     | 4     | 5     | 6        | 7     | 8     | 9     | Position | Points |
| ------- | -------------- | -------- | --------------- | ------------------------- | -------- | -------- | ----- | ----- | ----- | -------- | ----- | ----- | ----- | -------- | ------ |
| 2016    | Gulf Racing    | LMGTE Am | Porsche 911 RSR | Porsche 4.0 L Flat-6 Atmo | SIL Abd. | SPA 5    | LMS 3 | NÜR 5 | MEX 4 | COA 4    | FUJ 4 | SHA 6 | BHR 4 | 7e       | 106    |
| 2017    | Gulf Racing    | LMGTE Am | Porsche 911 RSR | Porsche 4.0 L Flat-6 Atmo | SIL 4    | SPA Abd. | LMS 5 | NÜR 5 | MEX 3 | CDA Abd. | FUJ 4 | SHA 2 | BHR 5 | 6e       | 97     |
| 2018–19 | Gulf Racing UK | LMGTE Am | Porsche 911 RSR | Porsche 4,0 L Flat-6 Atmo | SPA 7    | LMS 6    | SIL 6 | FUJ 4 | SHA 9 | SEB 7    | SPA 7 | LMS 4 |       | 7e       | 79     |
| 2019-20 | Gulf Racing UK | LMGTE Am | Porsche 911 RSR | Porsche 4,0 L Flat-6 Atmo | SIL      | FUJ      | SHA   | BHR   | SÃO   | SEB      | SPA   | LMS   |       |          |        |

### WeatherTech SportsCar Championship
| Année | Écurie       | Châssis                      | Moteur                      | Classe | 1   | 2   | 3   | 4   | 5      | 6   | 7     | 8     | 9   | 10     | 11  | 12    | 13     | Position | Points |
| ----- | ------------ | ---------------------------- | --------------------------- | ------ | --- | --- | --- | --- | ------ | --- | ----- | ----- | --- | ------ | --- | ----- | ------ | -------- | ------ |
| 2014  | GB Autosport | Porsche 911 GT America       | Porsche 4,0 L Flat-6 Atmo   | GTD    | DAY | SEB | LBH | LGA | BEL 10 | KAN | WGL 9 | MOS 4 | IMS | ELK 12 | VIR | AUS 9 | ATL 11 | 26e      | 139    |
| 2016  | TRG-AMR      | Aston Martin V12 Vantage GT3 | Aston Martin 6,0 L V12 Atmo | GTD    | DAY | SEB | LGA | BEL | WGL    | MOS | LIM   | ELK   | VIR | AUS 6  | ATL |       |        | 45e      | 26     |

### European Le Mans Series
| Année | Ecurie             | Châssis             | Moteur                    | Classe | 1        | 2     | 3   | 4     | 5     | 6     | Position | Points |
| ----- | ------------------ | ------------------- | ------------------------- | ------ | -------- | ----- | --- | ----- | ----- | ----- | -------- | ------ |
| 2014  | Gulf Racing UK     | Porsche 997 GT3 RSR | Porsche 4.0 L Flat-6 Atmo | LMGTE  | SIL 9    | IMO 8 | RBR | LEC 6 | EST 4 |       | 12e      | 26     |
| 2016  | Proton Competition | Porsche 911 RSR     | Porsche 4,0 L Flat-6 Atmo | LMGTE  | SIL      | IMO   | RBR | LEC   | SPA   | EST 5 | 18e      | 11     |
| 2018  | Gulf Racing UK     | Porsche 911 RSR     | Porsche 4,0 l Flat-6 Atmo | LMGTE  | LEC Abd. | MON   | RBR | SIL 5 | SPA   | POR   | 12e      | 10     |